# Distrett
Le Distrett (District) est une subdivision électorale et statistique de Malte.

## Subdivisions électorales
Les 68 Kunsilli Lokali sont regroupés en 13 districts pour les élections maltaises. Pour les élections générales à Malte, cette subdivision permet l'élection dans chacun des districts de ses Représentants à la Chambre des députés.
Par contre pour les élections européennes, les 13 districts vote sur une liste unique. Pour les élections locales à Malte, la subdivision territoriale prise en compte est celle du Kunsilli Lokali et pour les élections communautaires à Malte la subdivision territoriale concernée est celle du Kumitat Amministrattiv.

### Organisation territoriale
Gżira ta' Malta :
Distrett  1 :
Distrett  2 :
Distrett  3 :
Distrett  4 :
Distrett  5 :
Distrett  6 :
Distrett  7 :
Distrett  8 :
Distrett  9 :
Distrett  10 :
Distrett  11 :
Distrett  12 :
Gżira ta' Għawdex :
Distrett 13 :

## Subdivisions statistiques
Les unités administratives locales comprennent 6 unités de niveau 1 (UAL1), les Distretti regroupant les Kunsilli Lokali dans une partition différente des reġjuni.

### Organisation territoriale
Gżira ta' Malta (MT 001) :
Distrett  1 (MT 011) :
Kunsill Lokali tal-Belt Valletta (MT 01101)
Kunsill Lokali tal-Birgu (MT 01103)
Kunsill Lokali tal-Isla (MT 01104)
Kunsill Lokali ta' Bormla (MT 01105)
Kunsill Lokali ta' Ħaż-Żabbar (MT 01108)
Kunsill Lokali tal-Fgura (MT 01117)
Kunsill Lokali tal-Furjana (MT 01118)
Kunsill Lokali tal-Kalkara (MT 01129)
Kunsill Lokali ta' Ħal Luqa (MT 01133)
Kunsill Lokali tal-Marsa (MT 01134)
Kunsill Lokali ta' Raħal Ġdid (MT 01145)
Kunsill Lokali ta' Santa Luċija (MT 01157)
Kunsill Lokali ta' Ħal Tarxien (MT 01162)
Kunsill Lokali tax-Xgħajra (MT 01165)
Distrett  2 (MT 012) :
Kunsill Lokali ta' Ħal Qormi (MT 01206)
Kunsill Lokali ta' Birkirkara (MT 01214)
Kunsill Lokali tal-Gżira (MT 01221)
Kunsill Lokali tal-Ħamrun (MT 01227)
Kunsill Lokali tal-Imsida (MT 01241)
Kunsill Lokali ta' Pembroke (MT 01246)
Kunsill Lokali tal-Pietà (MT 01247)
Kunsill Lokali ta' San Ġiljan (MT 01252)
Kunsill Lokali ta' San Ġwann (MT 01253)
Kunsill Lokali ta' Santa Venera (MT 01258)
Kunsill Lokali ta' Tas-Sliema (MT 01259)
Kunsill Lokali tas-Swieqi (MT 01260)
Kunsill Lokali Ta' Xbiex (MT 01261)
Distrett  3 (MT 013) :
Kunsill Lokali taż-Żejtun (MT 01310)
Kunsill Lokali ta' Birżebbuġa (MT 01315)
Kunsill Lokali tal-Gudja (MT 01320)
Kunsill Lokali ta' Ħal Għaxaq (MT 01326)
Kunsill Lokali ta' Ħal Kirkop (MT 01331)
Kunsill Lokali ta' Marsaskala (MT 01335)
Kunsill Lokali ta' Marsaxlokk (MT 01336)
Kunsill Lokali tal-Imqabba (MT 01340)
Kunsill Lokali tal-Qrendi (MT 01349)
Kunsill Lokali ta' Ħal Safi (MT 01351)
Kunsill Lokali taż-Żurrieq (MT 01367)
Distrett  4 (MT 014) :
Kunsill Lokali tal-Imdina (MT 01402)
Kunsill Lokali ta' Ħaż-Żebbuġ (MT 01407)
Kunsill Lokali tas-Siġġiewi (MT 01409)
Kunsill Lokali ta' Ħ'Attard (MT 01412)
Kunsill Lokali ta' Ħal Balzan (MT 01413)
Kunsill Lokali ta' Ħad-Dingli (MT 01416)
Kunsill Lokali tal-Iklin (MT 01428)
Kunsill Lokali ta' Ħal Lija (MT 01432)
Kunsill Lokali tar-Rabat (MT 01411)
Kunsill Lokali tal-Imtarfa (MT 01468)
Distrett  5 (MT 015) :
Kunsill Lokali ta' Ħal Għargħur (MT 01524)
Kunsill Lokali tal-Mellieħa (MT 01537)
Kunsill Lokali tal-Imġarr (MT 01538)
Kunsill Lokali tal-Mosta (MT 01539)
Kunsill Lokali tan-Naxxar (MT 01544)
Kunsill Lokali ta' San Pawl il-Baħar (MT 01555)
Gżira ta' Għawdex (MT 002) :
Distrett 6 (MT 026) :
Kunsill Lokali tar-Rabat (MT 02611)
Kunsill Lokali tal-Fontana (MT 02619)
Kunsill Lokali tal-Għajnsielem (MT 02622)
Kunsill Lokali tal-Għarb (MT 02623)
Kunsill Lokali tal-Għasri (MT 02625)]
Kunsill Lokali Ta' Kerċem (MT 02630)
Kunsill Lokali tal-Munxar (MT 02642)
Kunsill Lokali tan-Nadur (MT 02643)
Kunsill Lokali tal-Qala (MT 02648)
Kunsill Lokali ta' San Lawrenz (MT 02654)
Kunsill Lokali Ta' Sannat (MT 02656)
Kunsill Lokali tax-Xagħra (MT 02663)
Kunsill Lokali tax-Xewkija (MT 02664)
Kunsill Lokali taż-Żebbuġ (MT 02666)